# Карпатська сільська рада
Карпатська сільська рада — колишній орган місцевого самоврядування у Турківському районі Львівської області. Адміністративний центр — село Карпатське.

## Загальні відомості
Карпатська сільська рада утворена в 1939 році.

## Населені пункти
Сільській раді були підпорядковані населені пункти:
- с. Карпатське

## Склад ради
Рада складалася з 16 депутатів та голови.

### Керівний склад попередніх скликань
| ПІБ                     | Основні відомості                                                               | Дата обрання | Дата звільнення |
| ----------------------- | ------------------------------------------------------------------------------- | ------------ | --------------- |
| Галич Іван Олексійович  | Сільський голова, 1959 року народження, безпартійний                            | 26.03.2006   | 31.10.2010      |
| Момоход Марія Федорівна | Сільський голова, 1971 року народження, освіта середня спеціальна, безпартійний | 31.10.2010   |                 |

Примітка: таблиця складена за даними джерела